# Magnolia argyrothricha
Espèce
Statut de conservation UICN

 EN B1ab(i,ii,iii,v)+2ab(i,ii,iii,v) : En danger
Magnolia argyrothricha est une espèce de plantes à fleurs de la famille des Magnoliaceae. C'est un arbre endémique de Colombie.

## Description
C'est un arbre.

## Répartition et habitat
Cette espèce est endémique de Colombie. Elle pousse dans la forêt de nuage.